# Marke (Anhalt)
Marke (Anhalt) este o comună din landul Saxonia-Anhalt, Germania.